# Giải LVFCS cho phim gia đình hay nhất
Giải LVFCS cho phim gia đình hay nhất là một trong các giải của LVFCS dành cho phim gia đình được bầu chọn là hay nhất trong năm. Giải này được lập từ năm 2000.

## Các phim đoạt giải

### Thập niên 2000
| Năm  | Phim                                  | Đạo diễn               |
| ---- | ------------------------------------- | ---------------------- |
| 2000 | Chicken Run                           | Peter Lord & Nick Park |
| 2001 | Harry Potter and the Sorcerer's Stone | Chris Columbus         |
| 2002 | The Rookie                            | John Lee Hancock       |
| 2003 | Holes                                 | Andrew Davis           |
| 2004 | Finding Neverland                     | Marc Forster           |
| 2005 | Harry Potter and the Goblet of Fire   | Mike Newell            |
| 2006 | Charlotte's Web                       | Gary Winick            |
| 2007 | Ratatouille                           | Brad Bird              |
| 2008 | The Spiderwick Chronicles             | Mark Waters            |

Bản mẫu:LVFCS Awards Chron